# 堕天 (曲)
『堕天』（だてん）は、2022年9月7日に発売された、Creepy Nutsの2枚目のCDシングル。
自身の3枚目のフルアルバム『アンサンブル・プレイ』と同時に発売された。

## 概要
- 前作「2way nice guy」より約3か月でのリリースで、CDシングルとしては『高校デビュー、大学デビュー、全部失敗したけどメジャーデビュー。』から約5年でのリリースとなった。
- 2022年7月8日に表題曲「堕天」が各種音楽配信サービスにて先行配信され[3]、同年7月18日発表のオリコン週間デジタルシングルランキングでは8位を獲得した[4]。また、THE FIRST TAKEでも披露された[5]。
- 1曲目「堕天」は、フジテレビ"ノイタミナ"『よふかしのうた』のオープニングテーマ[6]、2曲目「ロスタイム」は挿入歌となっている。
- 3曲目「よふかしのうた (Remastered)」は、2018年に発表された同曲のリマスター版[注 1]。
- Blu-rayには『よふかしのうた』のノンクレジットオープニングムービー、エンディングムービーなどが収められている[7]。
- 期間生産限定盤のジャケットは『よふかしのうた』原作者のコトヤマによる書き下ろしジャケットが採用されている[8]。
- 2025年7月には、表題曲がBillboard JAPANのストリーミング集計において、総再生回数が1億回を突破していたことが判明した[9]。

## ミュージックビデオ
堕天
監督：五反田和樹
撮影はグリーンバックの背景のみで行われ、ワイヤーアクションにも初挑戦している。コラージュポップアートの中にCreepy Nutsが合成されたような映像となっている。

## 収録内容
| 全作詞: R-指定、全作曲: DJ松永。 |                                |           |            |                  |      |
| #                                | タイトル                       | 作詞      | 作曲・編曲 | 編曲             | 時間 |
| 1.                               | 「堕天」                       | R-指定    | DJ松永     | DJ松永, 川口大輔 | 2:54 |
| 2.                               | 「ロスタイム」                 | R-指定    | DJ松永     | DJ松永           | 3:39 |
| 3.                               | 「よふかしのうた」(Remastered) | R-指定    | DJ松永     | DJ松永           | 4:00 |
| 4.                               | 「堕天」(Instrumental)         | R-指定    | DJ松永     |                  | 2:53 |
| 合計時間:                        | 合計時間:                      | 合計時間: | 13:26      |                  |      |

| #         | タイトル                                                                  | 作詞  | 作曲・編曲 | 時間 |
| --------- | ------------------------------------------------------------------------- | ----- | ---------- | ---- |
| 1.        | 「堕天」(TVアニメ「よふかしのうた」ノンクレジット OP ムービー)            |       |            | 1:30 |
| 2.        | 「よふかしのうた」(TVアニメ「よふかしのうた」ノンクレジット ED ムービー)  |       |            | 1:30 |
| 3.        | 「『ロスタイム』×TVアニメ「よふかしのうた」スペシャルミュージックビデオ」 |       |            | 3:40 |
| 4.        | 「TVアニメ「よふかしのうた」アフレコ密着ムービー」                        |       |            | 6:23 |
| 合計時間: | 合計時間:                                                                 | 13:03 |            |      |

## カバー
- 上白石萌歌 - 2023年9月、テレビドラマ「パリピ孔明」において、上白石が演じるヒロイン・月見英子が劇中で歌唱[11]。また、同年11月1日には、本作を含む劇中歌を収録したアルバム『DREAMER』がリリースされた[12]。
- Ave Mujica［三角初華（佐々木李子）］ - アルバム「バンドリ！ カバーコレクション Extra Volume」に収録。